# تسوية كاسبي
تسوية كاسبي 1412 ( Compromiso de Caspe باللغة الإسبانية، Compromís de Casp باللغة الكاتالونية) كانت قانونًا وقرارًا اتخذه الممثلون البرلمانيون للممالك المكونة لتاج أراغون (مملكة أراغون، ومملكة فالنسيا، وإمارة كاتالونيا). اجتمعوا في كاسبي لايجاد حل لفترة خلو العرش التي أعقبت وفاة الملك مارتن ملك أراغون عام 1410 دون وريث شرعي.

## خلفية
كانت قوانين الخلافة الأراغونية في ذلك الوقت مبنية على العرف أكثر من أي تشريع آخر، بل حتى قوانين السوابق القضائية لم تكن موجودة. جميع اعراف الخلافة بعد اتحاد كاتالونيا مع أراغون عام 1137 كانت تعطي أحقية الحكم للابن الأكبر، أو للأخ الأصغر بعده، أو للابنة الوحيدة. ومع ذلك، أكدت قوانين الخلافة السابقة أن العشائر (الذكور في خط الذكور) من العائلة المالكة في أراغون لهم حق الأسبقية على البنات وأولاد وأحفاد البنات؛ على سبيل المثال، أعطيت أحقية الحكم لمارتن نفسه تفضيلا على بنات أخيه الأكبر الراحل، الملك جون الأول .
ومع ذلك، فقد خسر الأقرباء البعيدون جدًا أحقية الحكم أمام ابنة الملك الراحل في القرن الحادي عشر، عندما أعطي العرش لبترونيلا تفضيلا على مطالبات العشائر أو الأقارب آنذاك (أبناء العمومة الثانية أو ما شابه)، ملوك نافار .
كتب المؤرخ جيه إن هيلجارث: "من بين المنحدرين من خط الذكور، كان أقرب أقرباء مارتن هو جيمس الثاني، كونت أورجيل ." 
وكتب تي إن بيسون أن "القضية كانت (أو أصبحت) سياسية وليست قانونية فحسب، وهي مسألة نفعية حول أي مرشح لديه بعض المطالبات بالسلالة الحاكمة سيكون أفضل ملك". 

## المرشحين
كان أبرز المرشحين للخلافة:
- جيمس الثاني، كونت أورغل، أقرب قريب لمارتن بصفته حفيد ألفونسو الرابع ملك أراغون من جهة الأب. كان أيضًا صهر مارتن. تم تعيينه ملازمًا للمملكة من قبل مارتن، وكان وريثا ذكرًا في السلالة.
- لويس أنجو، حفيد يوحنا الأول ملك أراغون وحفيد مارتن. كان الوريث العام للخط، واراد الحكم وفقًا للبكورة المعرفية.
- ألفونسو الأول، دوق غانديا، حفيد جيمس الثاني ملك أراغون يبلغ من العمر 80 عامًا. لقد ادعى أحقية حكمه عن طريق اتباع قانون الأقدمية العصبية وقرب الدم من ملوك أراغون السابقين. توفي في مارس 1412.
- جون ريباغورزا [الإنجليزية] ، شقيق ألفونسو.
- فرديناند ملك قشتالة، حفيد بيتر الرابع ملك أراغون وابن شقيق مارتن، اراد الحكم لسبب قرابة الدم التي تجمعه بالملك مارتن.
- فريدريك، كونت لونا، حفيد مارتن ملك أراغون، وهو ابن غير شرعي لابن مارتن المتوفى، مارتن الأول ملك صقلية. وُلد كإبن غير شرعي، وقد تم إضفاء الشرعية عليه من قبل أنتيبوب بنديكتوس الثالث عشر.

## فترة خلو العرش 1410–12

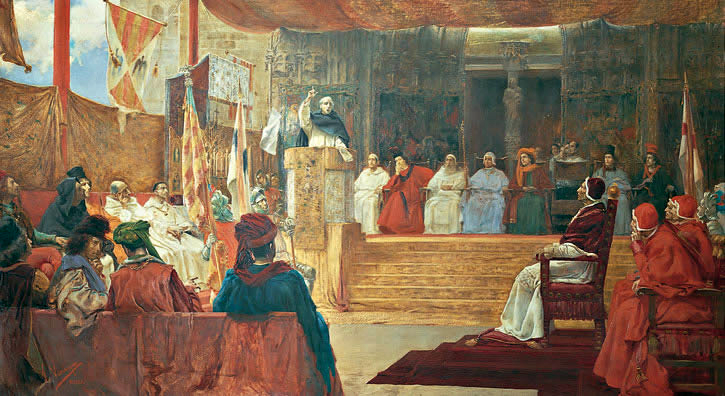
تصوير الرسام سلفادور فينيجرا للمداولات التي أجريت.

اتفقت كل الأطراف على اتباع عملية برلمانية لحل هذه القضية، لكن تنسيق المداولات بين برلمانات أراغون وفالنسيا وكاتالونيا أصبح صعبًا بسبب مصالحهم المتباينة. وهكذا، طالب حاكم كتالونيا بتشكيل "كورتيس" (برلمان) عام للاجتماع في مونتبلانش، لكن الاجتماع تأجل وأقيم في برشلونة، بدءًا من أكتوبر 1410. 
أنطون دي لونا ، أحد أنصار جيمس الثاني، كونت أورغيل، اغتال رئيس أساقفة سرقسطة، غارسيا فرنانديز دي هيريديا [الإنجليزية] (مؤيد لويس أنجو).  أضر هذا الحدث بترشيح الكونت جيمس وأعطى دفعة قوية لترشيح فرديناند ملك قشتالة (وصي عرش قشتالة وكان أيضا يقود جيشا استطاع به أن يحمي حلفائه). كانت الشوارع تشهد قتالا متكررا، خاصة بين أنصار أراغون وفالنسيا. أدى الصراع إلى تقسيم مملكة أراغون، حيث اجتمع اثنان من الكورتيس المتنافسين: أحدهما مؤيد لفرديناند ملك قشتالة في ألكانيز ، والآخر مؤيد لجيمس الثاني، في ميكينينزا (لكن البرلمان الكاتالوني في طرطوشة لم يعترف بهذا البرلمان).  حدث الشيء نفسه في فالينسيا، مع كورتيس آخر في ترايجويرا وفيناروس.  علاوة على ذلك، وفي الفترة يين 1410 - 1412، دخلت قوات فرديناند إلى أراغون وفالنسيا لمحاربة الأورغليين (سكان أرغلة). انتصار سلالة تراستامارا في معركة مورفيدر في 27 فبراير 1412 خول لهم حكم فالنسيا أخيرًا.